# Colima (Costa Rica)
Colima è un distretto della Costa Rica facente parte del cantone di Tibás, nella provincia di San José.